# Перевидання
Перевидання, стереотипне видання  — нове видання, яке базується на уже здійсненому. Перевидання може бути здійснене лише після закінчення терміну, визначеного угодою чи законом.
Стереотипне видання  — повторне видання книги, надруковане без змін зі стереотипів (копій оригінальних форм високого друку).
Коли твір випускається додатковим накладом, без змін, без виплати авторської винагороди, його називають передруком.

## Види перевидань
Проблема полягає в тому, що ДСТУ 3017:95. Видання. Основні види. Терміни та визначення не трактує поняття «перевидання». Тому є деякі розбіжності у класифікаціях перевидань, здійснених різними дослідниками-книгознавцями.

### Класифікація за А. Мільчиним
Дослідник розрізняє:
- перевидання;
- повторне видання;
- нове видання;
- передрук (видання, здійснене іншим видавництвом).

### Класифікація заМ. Тимошиком
Дослідник має власну класифікацію перевидань, відмінну від попередньої:
- стереотипне;
- факсимільне;
- виправлене;
- доповнене;
- перероблене.

### Класифікація за Вікторією Шевченко та Світланою Водолазькою
Дослідниці поділили весь масив перевидань на 2 блоки:
- перевидання зі змінами
- перевидання без змін

До першої групи належать видання, які вийшли із певними змінами тексту чи оформлення:
- доповнене видання — видання, яке відрізняється від попереднього певним обсягом доданого матеріалу (але не більше ніж 23 %);
- перероблене видання — видання, текст якого значно змінено порівняно з попереднім. Зміни можуть бути спричинені такими чинниками:

1) поява значного масиву нового матеріалу;
2) переосмислення автором своїх поглядів.
- виправлене видання — видання, у якому виправлені всі допущені в попередньому варіанті друкарські та поліграфічні помилки;
- розширене видання — має певний обсяг доданих матеріалів.

Друга група перевидань здійснюється без жодних змін:
- стереотипне видання — видання, що здійснене без жодних втручань до попередньо видрукованого тексту;
- репринтне видання — точне відтворення оригіналу зі збереженням оформлення;
- факсимільне видання — твір друку, що графічно точно відтворює давно випущене оригінальне видання, зокрема всі особливості паперу та обкладинки. Такі видання покликані передавати дух епохи.